# تئوفیلو براگا
تئوفیلو براگا (انگلیسی: Teófilo Braga؛ ۲۴ فوریهٔ ۱۸۴۳ – ۲۸ ژانویهٔ ۱۹۲۴) یک سیاست‌مدار و فیلسوف اهل پرتغال بود.